# 姫将軍大あばれ
『姫将軍大あばれ』（ひめしょうぐんおおあばれ）とは、1995年4月から1996年3月までテレビ東京ローカルにて毎週月曜日14時に放映された、日光江戸村の製作による連続テレビ時代劇である。全48話。

## 概要
- 豊臣秀頼の忘れ形見である秀姫は、大坂夏の陣の後、徳川家康の孫娘である千姫の養女になり、仏門に帰依し天秀尼となった。さらに、武芸の修行を積み、家康より葵の御紋があしらわれた袈裟を賜り、世直しのため諸国を旅し悪を討つ。
- 主演の本倉さつきは、日光江戸村劇団の看板俳優であった。劇中ではさまざまなコスプレ扮装で殺陣を披露し、EDテーマも唄った。
- 日光江戸村劇団の他の俳優たちも大挙出演し、番組を盛り上げた。
- この番組はテレビ東京以外の放送局でも放送された。

## キャスト
- 天秀尼 - 本倉さつき
- 柳生十兵衛 - 池上幸司
- 柳生又十郎 - 内城一（1 - 26話までレギュラー・27話以降は準レギュラー）
- お蝶 - 渡辺裕美（1 - 26話）
- 綾乃 - 杉山あゆみ（27話 - ）
- 韋駄天のお竜 - 尾谷信子（27話 - ）
- 瓦版屋・ナレーション - 小野雪子

## 放映リスト
特定の俳優が連続出演している回があるが、これは特定のレギュラーキャラクターではなく全く別の役として出演している。つまり、同じ役者がある回で悪代官役で出演して翌週の回では全く違う善人役で出演している、といった具合である。尚、当時日光江戸村の専務取締役だった中山昭二の出演が極めて多い。
| 話数   | サブタイトル           | ゲスト                                                       |
| ------ | ---------------------- | ------------------------------------------------------------ |
| 第1話  | 天秀尼物語             | 内藤武敏、森次晃嗣、山本みどり                               |
| 第2話  | 花嫁御寮の赤鬼退治     | 南条弘二、千波丈太郎、中山昭二                               |
| 第3話  | 泣き笑い母恋道中       | 木村雅、中山昭二                                             |
| 第4話  | 夫婦涙の鯉のぼり       | 下塚誠、岩本千春                                             |
| 第5話  | 京太夫の悲恋舞い       | ひかる一平、万里洋子、中山昭二、中村孝雄                     |
| 第6話  | 少女の秘めた叫び       | 樋浦勉、中山昭二、高崎隆二                                   |
| 第7話  | 伊賀のくノ一の絶唱     | 中野誠也、中山昭二、山本昌平                                 |
| 第8話  | 情けの離縁状           | 神保美喜、藤堂新二、中山昭二、久富惟晴                       |
| 第9話  | 怪奇！ふたり天秀尼     | 山本みどり、日下由美、中山昭二、中田博久                     |
| 第10話 | 狙われた赤子の謎       | 新井康弘、中山昭二、原口剛、松本友里                         |
| 第11話 | 怒り涙の越後獅子       | 荒木しげる                                                   |
| 第12話 | 闇空からの大爆破       | 後藤利文、尾谷信子、須永慶                                   |
| 第13話 | 父と子の御前試合       | 高岡健二、伊藤淳史、関根大学、富永研司                       |
| 第14話 | ごうつく婆にも涙       | 正司照枝、中山昭二                                           |
| 第15話 | 暁に散った恋情け       | 江藤潤、伊藤美由紀、中山昭二                                 |
| 第16話 | 愛憎の[マル秘]大奥     | 白島靖代、佐野アツ子                                         |
| 第17話 | 仇討ち百万石           | 津島令子、中山昭二、井上博一、藤間宇宙、水森コウ太、富永研司 |
| 第18話 | 恨み涙の花舞台         | 片桐光洋、睦五朗                                             |
| 第19話 | 鉄火女の子守歌         | 斉藤林子、和崎俊哉、中山昭二、遠藤征慈                       |
| 第20話 | 非情の掟に泣く女       | 岡本正仁、尾谷信子、中山昭二、森章二、杉山あゆみ             |
| 第21話 | 天秀尼の女意気地       | 山崎優子、佐藤人志、中山昭二、西田良                         |
| 第22話 | 娘十手の一番手柄       | 中原果南、幸田宗丸、中山昭二                                 |
| 第23話 | 恋しぐれ天秀尼         | 沖田浩之、内田勝正、中村孝雄                                 |
| 第24話 | 任侠！男の花道         | 伊吹剛、荒木しげる、山下洵一郎、中山昭二                     |
| 第25話 | 罪と情けの恩返し       | 石川裕見子、永居光男、中山昭二、住吉正博、平光琢也           |
| 第26話 | 壮絶！お蝶死す！！     | 和崎俊哉、山下洵一郎、千波丈太郎、辰馬伸、尾谷信子           |
| 第27話 | 疾風！白頭巾参上       | 中山昭二                                                     |
| 第28話 | 秀姫、ご金蔵破る       | なし                                                         |
| 第29話 | 野に散った夫婦花       | 今枝稔雄、甲斐郁代                                           |
| 第30話 | 太閤埋蔵金の謎         | 相原正孝、井沢直美                                           |
| 第31話 | 女の敵許しませぬ       | 渡辺裕美                                                     |
| 第32話 | 抹殺！奥医師の謎       | 竜川剛                                                       |
| 第33話 | 将軍家ご落胤騒動       | 木村雅、伊藤淳史                                             |
| 第34話 | 大奥宿下りの一件       | 伊藤美由紀、田島基吉                                         |
| 第35話 | くノ一怒りの逆襲       | 深江章喜、渡辺裕美                                           |
| 第36話 | 用心棒承る天秀尼       | 佐野アツ子、住吉正博                                         |
| 第37話 | 大奥[マル秘]抜け穴の謎 | 塚田きよみ、住吉正博                                         |
| 第38話 | 仇討ちの花魁道中       | 浦さおり、住吉正博、小栗旬                                   |
| 第39話 | おんな牢阿鼻地獄       | 東風平千香、住吉正博、早川雄三                               |
| 第40話 | 宿命のめぐり逢い       | 佳山まりほ、住吉正博、堀田真三                               |
| 第41話 | 葵の御紋に泣く老婆     | 三條美紀、住吉正博、水森コウ太                               |
| 第42話 | 春日局お諌め申す       | 大林丈史、住吉正博                                           |
| 第43話 | 怪盗！葵頭巾参上       | 左右田一平、住吉正博、森章二                                 |
| 第44話 | 葵一門ご乱行の罠       | 宮川右京、渡辺裕美、中村孝雄、住吉正博                       |
| 第45話 | 毒味役暗闘の陰謀       | 永井秀明、住吉正博、渡辺裕美                                 |
| 第46話 | 絶叫！無情の宿命       | 渋谷善博、牧弘之、住吉正博                                   |
| 第47話 | 暗殺！姉弟の絆         | 久富惟晴、飛田恵理、伊藤淳史、富永研司、住吉正博             |
| 第48話 | 流転！涙の架け橋       | 上村香子、森次晃嗣、住吉正博                                 |

## スタッフ
- 企画・製作者 - 野口勇
- プロデュース - 内藤三郎、真鍋和己
- 脚本 - 山本優、胡桃哲、中野顕彰、蔵元三四郎ほか
- 監督 - 是沢邦男、加藤哲郎ほか
- 音楽 - 中川孝
- EDソング - 「花しぐれ」本倉さつき
- 殺陣 - 後藤元久、高倉英二
- 技術協力 - 千代田ビデオ、映広
- 美粧協力 - アートネイチャー
- 製作協力 - 登別伊達時代村、加賀百万石時代村、伊勢戦国時代村
- 製作著作 - 株式会社ジャングル

| テレビ東京 月曜14時台 | テレビ東京 月曜14時台 | テレビ東京 月曜14時台 |
| 前番組                | 番組名                | 次番組                |
| --------------------- | --------------------- | --------------------- |
| 時代劇アワー          | 姫将軍大あばれ        | 午後のロードショー    |